# Пілар Перес
Пілар Перес (ісп. Pilar Pérez; нар. 22 вересня 1973) — колишня іспанська тенісистка.
Найвищу одиночну позицію світового рейтингу — 191 місце досягла 21 жовтня 1991, парну — 562 місце — 24 вересня 1990 року.

## Фінали ITF

### Одиночний розряд: 1 (поразка)
| Результат | Дата             | Турнір              | Покриття | Суперниця            | Рахунок  |
| Поразка   | 5 листопада 1990 | ITF Льєйда, Іспанія | Тверде   | Сільвія Рамон-Кортес | 3–6, 4–6 |